# Євангельська пресвітеріанська церква України

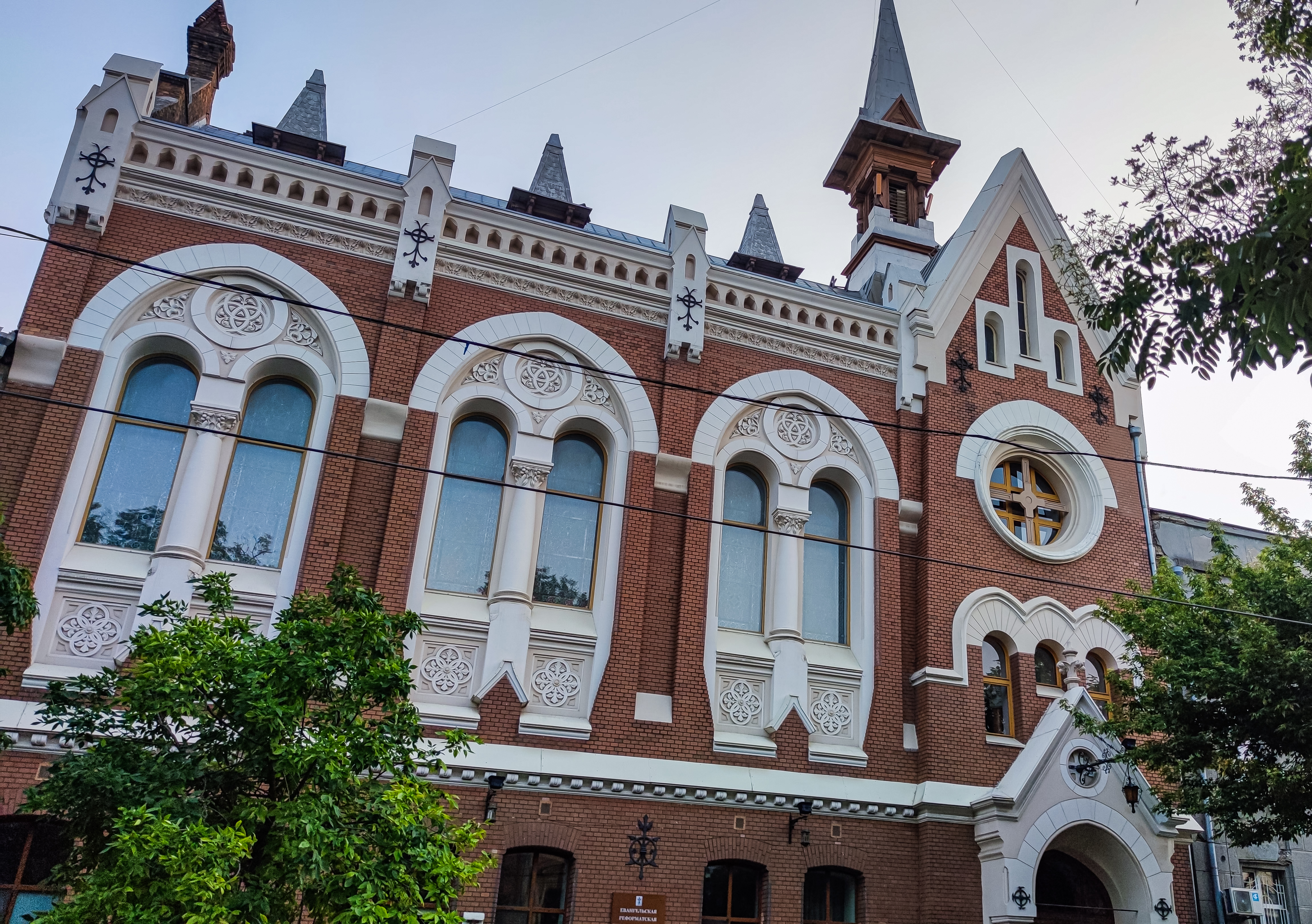
Будівля Реформатської церкви, Одеса, вул. Пастера, 62

Євангельська пресвітеріанська церква України — консервативна євангельсько-протестантська конфесія у реформатській традиції. Це стосується пресвітеріанської форми церковного управління та реформаторської теології Вестмінстерських стандарті.

## Походження
Євангельська пресвітеріанська церква України (ЄПЦУ) була визнана незалежною національною деномінацією 16 квітня 2008 року в Одесі, Україна. На момент організації, деномінація мала один пресвітерій, що включав три визначені церкви та 8 місійних церков. Станом на 2012 рік Євангельська пресвітеріанська церква налічує 12 церков та місій у різних частинах України. ЄПЦУ започаткували місіонери Пресвітеріанської церкви в Америці на початку 1990-х. Пресвітеріанська церква Святої Трійці в Києві була найбільшим збором. Є збори в 9 різних містах.

## Історія
Маловідомий факт, що Реформація прийшла на далекий схід, близько 100 реформатських церков існувало між 1570—1590 роками. У 30-х роках канадсько-українські місіонери відродили реформатську віру в Західній Україні, яка тоді була частиною Польщі. Окремі німецькі реформатські та лютеранські громади — Євангелічна церква Аугсбурга та Гельветичної конфесії — приєдналися до «Союзу реформатських громад». До вторгнення Червоної Армії було 35 церков у 5 районах та приблизно 3000 членів у таких містах, як Коломия, Львів, Рівне, Перемишль, Степан. Українська Євангельська реформатська церква мала 18 висвячених пасторів. Після Другої світової війни комуністичний режим знищив більшу частину цієї роботи.

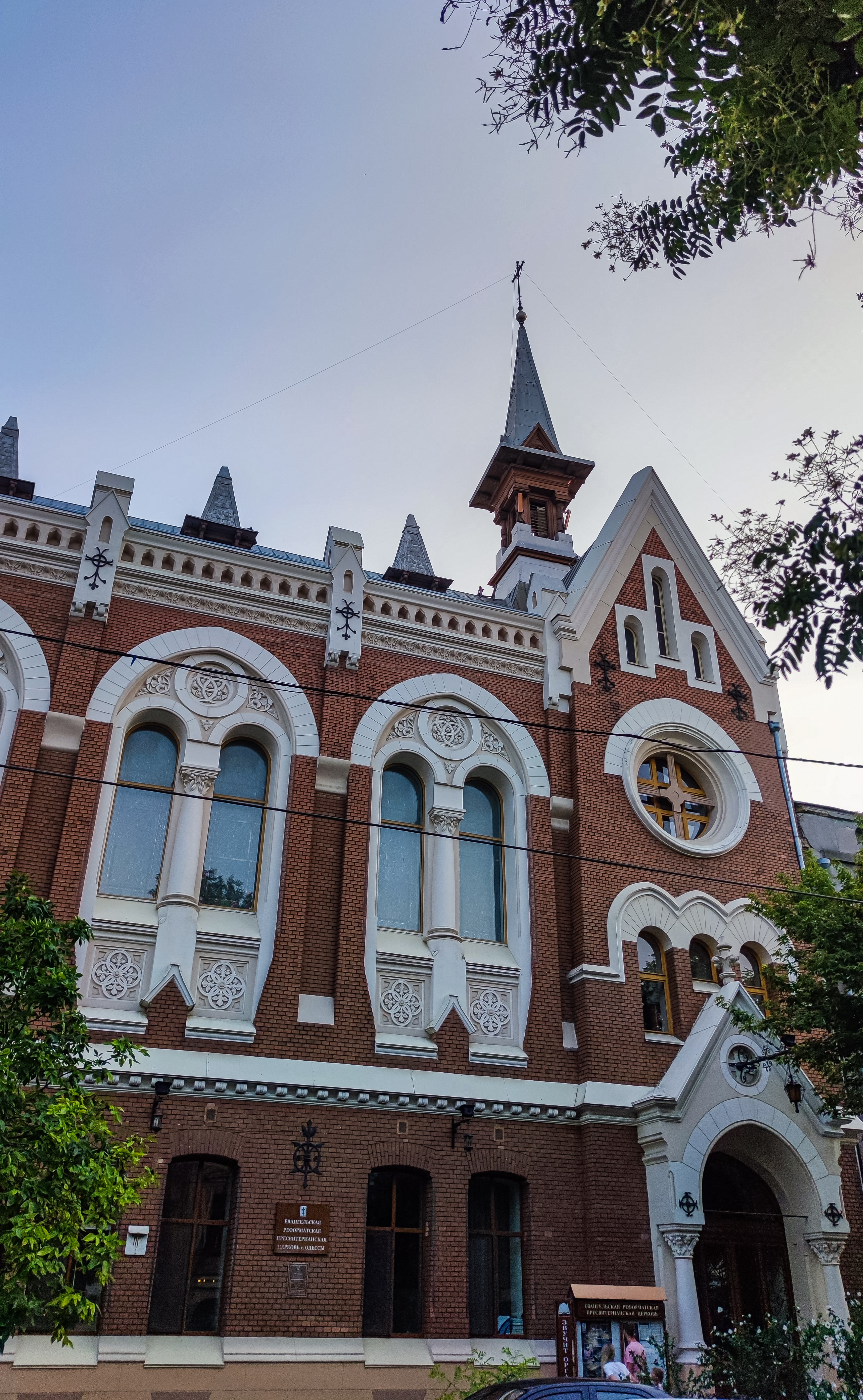
Будівля Реформатської церкви, Одеса, вул. Пастера, 62

Після розпаду Радянського Союзу короткострокові командні місії PCA почали працювати в різних містах України. Вони сформували команди з насадження церков, щоб пасти релігійні громади. Церква в Одесі була першою церквою, яка була детально описана в історії конфесії. У 1998 р. Український уряд надав Євангельській пресвітеріанській церкві в Одесі 100-річну історичну будівлю, в якій знаходилась реформована громада до настання комуністичних обмежень на релігійну практику. За часів комунізму будівлю захопили і перетворили на театр ляльок. Будівля площею 1300 квадратних футів була побудована в 1898 році та вміщує 500 місць. Повернувшись у володіння будівлею, Пресвітеріанська церква відремонтувала її та встановила орган. Щотижнева відвідуваність більше 100 осіб і є поширеною в п'яти різних містах. Він став центром церковних доктрин в Україні. Євангельська пресвітеріанська церква була офіційно організована на святкуванні 16 квітня 2008 року в українському місті Одеса.
Білгородська християнська клініка — це служіння Євангельської пресвітеріанської церкви в Білгороді-Дністровському. Білгородська пресвітеріанська церква була першою місцевою церквою, яку створили місіонери MTW в Україні.

## Ідея Реформації
"Ідеї Реформації в Україні принесли студенти, які поверталися після навчання в Богемії та Німеччини, а також гуситські і німецькі колоністи в польсько-литовської Речі Посполитої.  До 16-го століття ці ідеї стали популярними в багатьох знатних сім'ях … Речі Посполитої.  Після 1569 року в Україні виник Союз Люблінських реформаційних громад (63 в воєводствах Русі і Бєльці, 27 на Волині, 6 в Поділля і 7 в районах Києва та Вроцлава) ".
"Реформація мала значний вплив на українську релігійно-культурне життя.  У 15-му столітті в Україні вже використовувалися чеські протестантські переклади Біблії, а в кінці 16-го століття і переклади русинські ….  Таким чином, під впливом Реформації в ужиток увійшов русинський літературну мову ….
"В Україні було створено кілька стояли на позиціях Реформації шкіл, в тому числі кальвініські в Панівцях, на Поділлі, в Остром і Берестечко, на Волині, а також социніанські в Кисилин, Хоще, Черняхіве, на Волині.  Якість одержуваного в них освіти часто перевершувало якість освіти в католицьких школах, і вони залучали безліч українських і білоруських студентів ".
Вплив Реформації залишився, але сам цей рух згас. Вплив і успіхи Реформації в Україні були недовговічні.  Зв'язки цього руху з протестантством помістили його між двох протиборчих таборів, католицькою Польщею і православною Україною, кожен з яких ставав все більш ворожим не тільки до іншого табору, а й до реформаторських течій ".
Зрештою, «православна церква стала ворожою до протестантів в цілому» і "українське повстання в середині 17-го століття під проводом Богдана Хмельницького … розгорнуло двері перед іншими культурними та політичними течіями ….  Більшість реформаторських громад в Україні припинили існування приблизно в цей час ".
"Михайло Драгоманов з тугою говорив про Реформації.  Для нього вся українська історія була перерваної ('обірваної') історією, а історія української Реформації була історією обірваної Реформації.  Україна могла б розвиватися разом з Європою, якби наша Реформація вдалася.  Але замість Реформації в українській історії є прогалина, певні 'розрив і руїна' ".

## Друга хвиля Реформації в Україні
Російські та українські баптисти говорять про «Другу Хвилю» Реформації 19-го століття в Росії і Україні, простежуючи своє походження до лорда Редсток в Санкт-Петербурзі і до штундистів у південній Україні.  І все ж, цій хвилі передували реформатські віруючі.
Штундисти простежують своє виникнення до 1858 року, до груп з вивчення Біблії, але їм передував пресвітеріанин Джон Мелвілл, почавши проповідувати Євангеліє і роздавати Біблію в Одеській області в 1823 році.  Повна Біблія не була у вільному доступі на українській мові до того, як Британське Біблійне товариство не опублікувало її переклад в 1903 році.  Ця Біблія стала доступною в Україні лише після Революції 1905 року, коли цар Микола II видав маніфест про релігійної терпимості.  Тоді поширився рух піетіческіх штундистів і інші рухи, що призвели до створення національних деномінацій з тісними зв'язками з протестантським Заходом.
І все ж, навіть в два попередні цих подій століття деякі з західних реформатських іммігрантів утворювали свої власні іммігрантські церкви, такі як церкви в Херсоні та Одесі.  Так що, Другою Хвилею Реформації в Україні з багатьма іншими підставами можна вважати саме цей попередній приплив реформатських протестантів.
У Росії і Україні Реформації найбільше чинили опір в 16-м і 17-м століттях, але при Петрові I настав період трохи більшої терпимості.  На власні очі побачивши вплив Реформації на Нідерланди, Петро відчинив двері релігійної терпимості перед західними релігіями.  У 1705 році він ухвалив, що в імперії можна засновувати протестантські церкви, а в 1708 році лютеранська церква була створена в Санкт-Петербурзі.
Потім, коли наприкінці 18-го століття імператриця Катерина заселяла південну Україну, вона запросила поселенців з Заходу, що принесли з собою свою релігію.  Безліч лютеран і реформатів емігрували тоді разом, часто засновуючи спільні громади.
Цікаво, що в 1990-х роках, коли в околицях Білгород-Дністровського з'явилася Реформатська Пресвітеріанська Церква (разом з християнською клінікою і іншими видами служіння), її пастор, Сергій Бетин, був родом з села Шабо.

## Реформатська Церква за часів комунізму
За радянських часів атеїсти намагалися викорчувати християнство, але не досягли повного успіху.  Народ продовжував святкувати Великдень і використовувати традиційні християнські вітання.  Бабусі таємно хрестили своїх онуків.  Безліч віруючих пішло в підпілля.
Комунізм був новим типом «релігії», які намагалися замінити стару релігію — з'єднавши церква і держава і поставивши під контроль держави всі богослужіння, всі церкви і всі вірування.  Спочатку комуністи наголошували на знищення політичної влади державної церкви (Православної Церкви), тісно пов'язаної з царем.  У числі достопам'ятні подій 1937 року наведемо такий епізод: "Рішенням радянського уряду в Україні офіційно ліквідовані всі православні церкви різної юрисдикції.  Радянський уряд наказує демонтувати і зруйнувати 2900 церков і 63 монастиря в СРСР.  У 1937 році Шотландське Біблійне товариство публікує звіт про знищення, закриття та обіг в інше вживання 70,000 церков в Радянському Союзі ".  У січні 1939 року «на території України не залишилося жодного православного єпископа» [19].
Проте, спочатку поради подарували протестантських церков період безпрецедентної свободи.  Коли Закарпаття стала частиною Чехословаччини в кінці Першої світової війни, була створена в 1921 році реформатська церква Закарпаття з 77 громадами, що складалися з етнічних угорців.
У 1920-ті роки, незважаючи на те, що тисячі православних церков були вщент зруйновані, із заходу прибули місіонери, вони швидко створювали нові Реформатської Церкви.  У 1925 році в західній Україні утворилося дев'яносто церков, і було засновано Українську євангельсько-реформатська церква (УЄРЦ).
У 1939 році в цій церкві налічувалося «35 церковних громад, 15 проповідників і, приблизно, 5000 членів» [20].  У 2005 році, в Рівному, в день Реформації УЄРЦ відсвяткувала свій 80-й ювілей, на якому також були присутні одеські пресвітеріани.
Однак незабаром комуністичне гоніння набрало чинності, і в 1930-х роках все церкви були підпорядковані, інфільтровані або загнані в підпіллі.  Наприклад, повідомляється, що у баптистів в 1939 році «все пастори і місіонери були розстріляні, заслані або посаджені у в'язницю» [21].  У 1939 році Реформатської Церкви були майже повністю знищені.
"Згідно з радянськими даними, на території України, що стала частиною СРСР, за період 1917—1932 років було зруйновано або перетворено в будівлі іншого вживання (в'язниці, школи, клуби, складські приміщення) 6,371 церков (з 14,371 в 1914 році) … до  1937 році в Україні … були ліквідовані всі церковні громади "[22].
І все ж, кілька лідерів вціліло.  Реформатський пастор, Филимон Семенюк, в 1925 році отримав пасторську ординацію в Коломиї, за свою віру сидів у в'язниці, але вижив і в 1990-х роках побачив відродження реформатських церков в Рівному, Степана та Сваляві.

## Третя хвиля Реформації
Коли в 1990-х роках Україна позбулася комунізму, більшість людей, незважаючи на залишки християнських обрядів і споруд, були атеїстами, або мали дуже мале уявлення про Євангеліє, або не мали його зовсім.  Що таке Євангеліє?  І де б вони його почули?  Одні церкви України були загнані в підпілля, а інші контролювалися владою і навіть пішли з нею на компроміс.  Багато євангельські церкви стали антиінтелектуальну, оскільки зарахування себе до християн позбавляло людину можливості продовжити свою освіту.  Навіть коли прийшла пора свободи, багато церков продовжили дотримуватися протекціоністського менталітету або «менталітету обложеної фортеці».  Деякі церкви представляли собою швидше культурні анклави, ніж живі громади, і виявляли досить мало завзяття до того, щоб знайти підхід до навколишнього їх культурному середовищі.
Разом з провалом «перебудови» і падінням Радянського Союзу в 1991 році прийшли не тільки свобода, а й суспільна криза 1990-х років.
Раптово, після 70-річної ізоляції від впливу західних церков, двері колишнього СРСР відчинилися перед євангельським служінням.  З Заходу стали прибувати місіонери, але більшість з них прийшло не для того, щоб критикувати місцеві церкви.  Навпаки, в цей новий час свободи вони відчували нагальну потребу звіщати нужденним єдине вічне Євангеліє.
Ці місіонери десятиліттями молилися за тих, хто перебував за «залізною завісою».  Вони підтримували тих, хто таємно перевозив Біблії через кордон, оскільки для Слова Божого кордонів не існує.  І дійсно, Йос і Марліс Колейн, а також Мартін Нап (стали співзасновниками семінарії ЕРСУ) якраз і були в числі згаданих розповсюджувачів Біблії.
Спільна місія: Євангелізм в атеїстичній державі (1993-5 роки)
Бог воістину чудово відкрив двері перед цими західними місіонерами.  Усвідомивши, що настав принагідний момент, члени Campus Crusade for Christ скористалися можливістю зустрітися з Ольгою Ліценко, помічником міністра освіти (колишнього) СРСР 5-го листопада 1992 року.  Вони запропонували послати вчителів в громадські школи для викладання християнської моралі та етики і були шоковані тим, що їх якраз і запросили цим зайнятися!  Щоб відповісти на цей грандіозний виклик, в США була створена спільнота з 70 церков і місіонерських організацій, назване «спільної місією».
Ольга Ліценко, помічник міністра освіти СРСР, з автором цих рядків в 1993 році
Однією з найактивніших організацій була «Місія до Миру» (Mission to the World, MTW), місіонерський філія Пресвітеріанської Церкви в Америці (Presbyterian Church in America, PCA).  Кожна організація несла відповідальність за роботу на певній території колишнього СРСР, і MTW, за якою була завбачливо закріплена південна Україна, почала свою діяльність в Одесі.
MTW призначила Джима Янга главою їхньої спільної місії і запросила Тома Кортні (в Іспанії), Уга Весселя (у Франції) і Клея Квартермана (в Португалії) здійснювати піклування над групами.  Хорас і Мері Джейн Сандерс з Бірмінгема, штат Алабама, провели в Одесі кілька тижнів, підшукуючи житло для нових груп.  У червні 1993 року Квартерман і Янг опитали перекладачів в Одеському державному університеті (ім. Мечникова).
MTW була прихильна місії зі створення нових церков;  її метою був не просто евангелизм, а підстава церковних громад.  Вона набирала не лише працівників на рік для спільної місії, а й працівників за довгостроковим основи церков для реалізації свого проекту.  Як команди по підставі церков були набрані Дейв Сміт, Дел Стентон і Клей Квартерман, і кожен з них відвідав Одесу на початку 1993 року.  Вони зустрілися в травні 1993 року в Реформатської богословської семінарії в Джексоні, штат Міссісіпі, щоб спланувати своє майбутнє служіння.  У серпні Клей супроводжував перші групи спільної місії, набрані PCA, під час їх навчання в Іллінойсі.  Перші дві групи спільної місії відправилися до Одеси в серпні 1993 року і почали свою однорічну роботу в громадських школах.
У листопаді 1993 року спільна місія спонсорувала «Скликання» 300 шкільних вчителів, збори в одеському військовому офіцерському клубі (Будинок офіцерів, вул. Пироговська 7).  З США прибула команда з двадцяти пасторів PCA, що включала в себе членів комітету MTW: Джона Кайла (координатора MTW), Дона Паттерсона, Домініка Аквіли, Білла Бартона, Шелтона Сенфорд, Чарльза МакГовен, Нейла і Ненсі Джилмор, Джеральда Моргана, Джима Янга та ін. Приїхав і Клей Квартерман, але його багаж так і не прибув, і він повинен був займати одяг у своїх колег.  Міністерство освіти зустрічало їх хлібом-сіллю за участю виконавців традиційних українських танців.  Ці традиційно теплі вітання разюче контрастували з попередньої тривала півстоліття холодною війною між їх країнами.  Слово «дружба» виражало дух того часу, але ця дружба також стала постійною реальністю для церков, які, врешті-решт, вдалося створити.
Присутні українські викладачі відчинили двері для роботи спільної місії в громадських школах Одеси.  З 1994 року по 1997 рік MTW відправила 12 груп спільної місії в міста південної України: Одесу, Білгород-Дністровський, Ізмаїл, Миколаїв та Херсон — понад 100 американських добровольців, які приїхали цілий рік жити в Україні за свій рахунок.  Ці групи показували фільм «Ісус», роздавали Біблії і християнську літературу, встановлювали зв'язки між людьми, ділилися досвідом своїх особистих відносин з Христом і створили кілька місцевих біблійних груп для дорослих.  Проте, до цього проекту ставилися як до проекту освітнього, і підстава церков було перекладено на спеціально створені для цієї мети групи.
Перші церкви ЕПЦУ
У травні 1994 року сім'ї Стентона, Квартермана і Сміта зустрілися в рекреаційному центрі «Твін Лейкс» в штаті Міссісіпі з метою розробки основ філософії та стратегії для одеської групи по підставі церков.  Дейв Сміт був призначений керівником групи і склав всеосяжні методичні вказівки, що визначили главние напрямки їх роботи на десятиліття.  Після чотиримісячного навчання російській мові сім'я Квартермана вирушила до Одеси в липні 1994 року і створила організацію з гуманітарної допомоги (сприяння), через яку і інші члени групи могли отримати запрошення в Україну.

## Місії
Церква має місійні церкви в різних містах і планує створити багато нових церков у найближчі роки. Є групи місій у Києві, Одесі, Львові та Херсоні. Перший виїзд до Західної України відбувається через Львівську доктрину. У цьому прекрасному місті існує міжнародна команда міжкультурних доктринальних церкв, яка будує стосунки з людьми, в тому числі через англійські та міністерства милосердя. Мета — в найближчі 15 років мати близько 44 пресвітеріанських церкв. Найбільша мета стати фінансовим госпрозрахунком.

## Реформатська семінарія в Україні
Реформована семінарія Євангельська реформатська семінарія України була відкрита для навчання пасторів та служителів. Заняття M.Div розпочато у 2000 році з 20 учнів. У Євангельській реформатській семінарії уроки теології викладають кваліфіковані викладачі та залучені професори з Канади, США, Нідерландів, Південної Африки та Великої Британії. Засновником семінарії є доктор Клей Квартерман. Чинним президентом є Ерік ван Альтен.

## Підготовка українських лідерів
Коли були створені перші церкви, тут же виникла потреба в навчанні їх лідерів.  Клей Квартерман, який отримав досвід викладацької роботи в Португальській Біблійному Інституті (Тохаль, Португалія), вже проводив заняття з християнського учнівства з Іваном Беспаловим і Олександром Корсаковим, коли в серпні 1995 року приїхав Дел Стентон.  У вересні 1995 року Дел і Клей запланували так званий «кидок» з перекладу зборів з освітнього формату вивчення Біблії під егідою спільної місії в формат церковний і богослужбовий.
Вони почали з плану по організації «Школи підстави церков», яка незабаром стала «Школою богослов'я і поширення церкви» (ШБРЦ).  ШБРЦ і так званий «кидок» повинні були перенаправити людей від освітніх програм до церковних програм з навчання лідерів, в чому так потребували церква і її керівництво.
Слід зазначити, що виховання місцевих російськомовних і україномовних пасторів і професорів займає чимало років, тому складовою частиною життя і роботи церков і семінарії стала команда з декількох перекладачів.  Вони склали точний богословський словник, допомогли налагодити взаєморозуміння і служили рупором іноземних гостей.  Церкви багато чим завдячують перекладачам семінарії, до числа яких належать: Наталія Шевцова, Лариса, Богдан Пайс, Сергій Накула, Сніжана Попова, Владислав і Олена Макарови, Ільдар Газізулін і Олена Багатий (дружина адміністратора ЕРСУ Олександра, довгі роки служила головним перекладачем  ).  Багато років перекладацьку роботу в семінарії також очолював Дмитро Бінцаровскій.
Церквам різними способами істотно допомагали і інші перекладачі, серед яких були: Олександр і Оля Корсакова, Іван Беспалов, Леонід Колкер, Аня (Бакланова) Дудкіна, Олександр Незамутдінов, Людмила Бетіна, Ольга Корнилюк і Аня Плачкова. Багато з цих перекладачів, передаючи інформацію іншим, і самі істотно просунулися в своєму пізнанні Христа і в церковному керівництві.

## Богослов'я

### Конфесійні стандарти
- Вестмінстерське визнання віри
- Вестмінстерський більший катехизис
- Вестмінстерський коротший катехизис[10]

### Інші шановані реформатські визнання
- Belgic Confession
- Second Helvetic Confession
- Heidelberg Catechism
- Canons of Dort

### Екуменіальні віросповідання
- Апостольський Крід
- Nicene Creed
- Афанасійське віросповідання[11]

## Дивитися також
- Протестантизм в Україні
- Пресвітеріанство
- Закарпатська реформатська церква